# Isaak ben Mordechai von Regensburg
Rabbi Isak ben Mordechai (Akronym Ribam) war ein bedeutender Schriftgelehrter des 12. Jahrhunderts, der in Regensburg wirkte und eine Reihe von Tosafot (Randglossen zum Talmud) verfasste.
Nicht zu verwechseln mit dem Arzt Isaak ben Mordechai, der in Rom unter dem Namen Maestro Gajo wirkte.